# Yaaxkumukia moroni
Yaaxkumukia moroni är en skalbaggsart som beskrevs av Mico, Gomez och Eduardo Galante 2006. Yaaxkumukia moroni ingår i släktet Yaaxkumukia och familjen Rutelidae. Inga underarter finns listade i Catalogue of Life.